# Klaus Bacher (Tischtennisspieler)
Klaus Bacher ist ein österreichischer Tischtennis-Nationalspieler aus den 1960er-Jahren.

## Werdegang
Klaus Bacher wurde 1964 mit dem Verein TSV Fulpmes österreichischer Mannschaftsmeister. Bei den nationalen Meisterschaften der Erwachsenen erreichte er 1967 mit Josef Eberl im Doppel das Endspiel.
1965 wurde er für die Weltmeisterschaft nominiert. Dabei kam er nicht in die Nähe von Medaillenrängen.